# Royal Fusiliers (City of London Regiment)
Die Royal Fusiliers (City of London Regiment) (bis 1881 7th Regiment of Foot (Royal Fuzileers), ursprünglich The Ordnance Regiment) war ein Infanterieverband der British Army. Das Regiment wurde 1685 zum Schutz der Artillerie aufgestellt und war im Tower of London untergebracht. Es kämpfte in fast allen Kriegen Großbritanniens und wurde 1968 mit anderen Regimentern zum Royal Regiment of Fusiliers verschmolzen.

## Geschichte

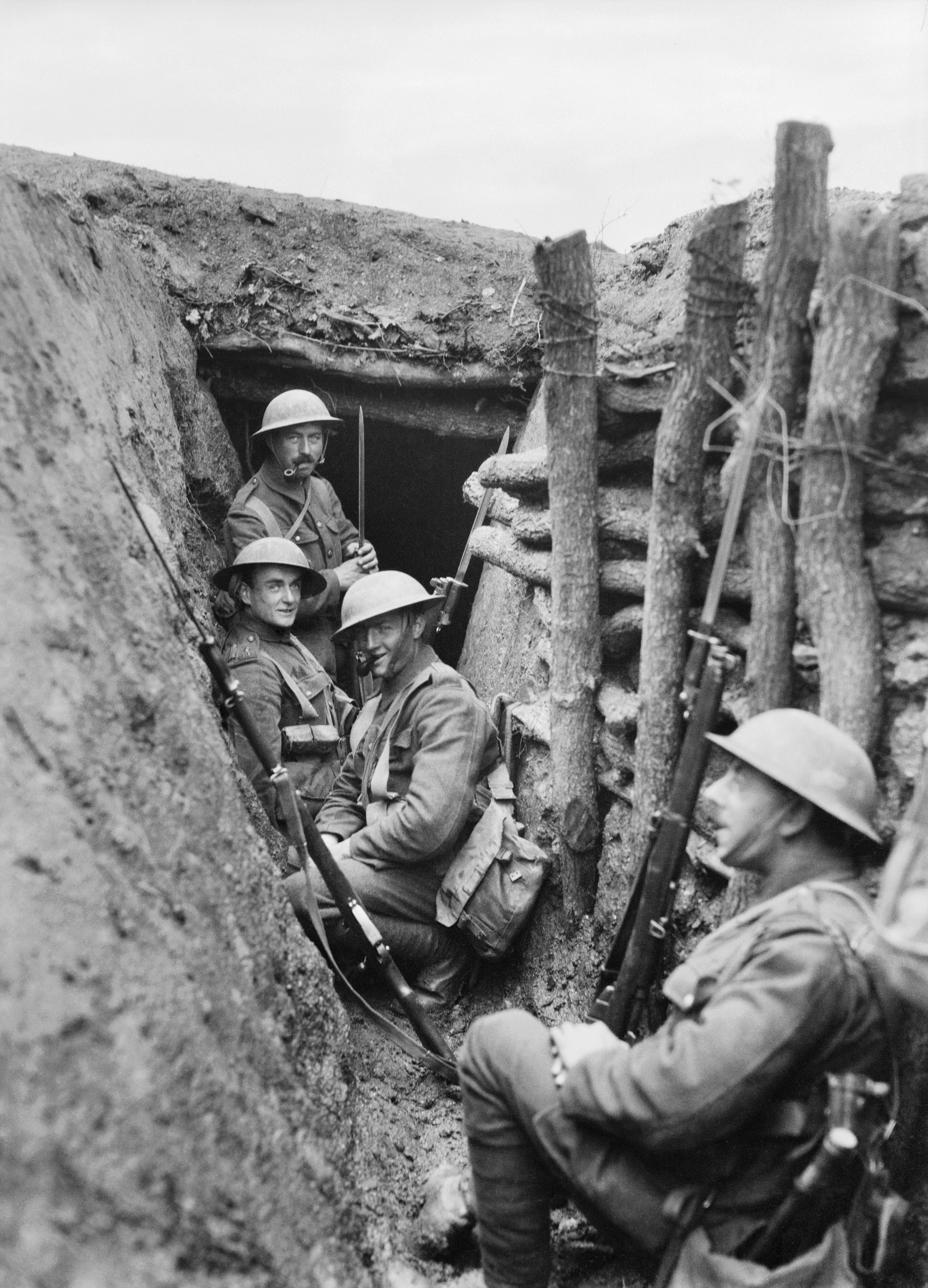
Royal Fusiliers im Ersten Weltkrieg

1685 stellte der Feldzeugmeister (Master-General of the Ordnance) und Konstabler des Towers George Legge, 1. Baron Dartmouth den Verband als The Ordnance Regiment zum Schutz der Artillerie auf. Das Regiment erhielt als erstes im englischen Heer Steinschlossgewehre (fusil), da bei den bis dahin üblichen Luntenschlossmusketen die Gefahr einer versehentlichen Entzündung der Schießpulvervorräte der Artillerie bestand. Es erhielt daher bald den Alternativnamen Royal Regiment of Fuzileers. Zu Beginn des 18. Jahrhunderts war die Steinschlossmuskete im ganzen Heer eingeführt, so dass das Alleinstellungsmerkmal eigentlich wegfiel, doch man hielt an der Bezeichnung fest. Auftrag und Ausrüstung wurden jedoch identisch mit der übrigen Linieninfanterie. Einige später aufgestellte Infanterieregimenter (z. B. das 21st Regiment of Foot (Royal Scots Fusiliers) und 23rd Regiment of Foot (Royal Welch Fusiliers)) erhielten den Namen Füsiliere als Auszeichnung ohne Bezug zum ursprünglichen Auftrag der Artilleriebewachung. Als am 1. Juli 1751 eine einheitliche Nummerierung der Regimenter nach ihrem protokollarischen Rang eingeführt wurde, er das Regiment den Namen 7th Regiment of Foot (Royal Fuzileers). Im späten 18. Jahrhundert erhielten alle Kompanien der Füsilier-Regimenter als Anerkennung Pelzmützen, während bei der übrigen Linieninfanterie nur die Grenadierkompanien damit ausgestattet waren. Die Mützen waren jedoch geringfügig niedriger als die Grenadiermütze. Als Regiment mit königlichem Titel im Namen (Royal) führte es Blau als Abzeichenfarbe. Im Rahmen der Childers-Reformen wurde das Regiment am 1. Juli 1881 zu Royal Fusiliers (City of London Regiment) umbenannt, dem Regiment die Stadt London als Rekrutierungsbezirk zugewiesen und die dortigen Miliz- und Freiwilligenverbände dem Regiment als zusätzliche Bataillone eingegliedert. Im Ersten Weltkrieg gehörten die 1918 aufgestellten fünf Bataillone Nr. 38 bis 42 als Jüdische Legion zum Regiment.
23. April 1968 wurde das Regiment mit den Royal Northumberland Fusiliers, den Royal Warwickshire Fusiliers und den Lancashire Fusiliers zum Royal Regiment of Fusiliers verschmolzen. Das 3. Bataillon des Royal Regiment of Fusiliers führt die Tradition der Royal Fusiliers bis heute weiter. Hauptquartier und Regimentsmuseum befinden sich auch nach der Verschmelzung noch im Tower of London.

## Colonels
Colonel-in-Chief des Regiments waren:
- 1900–1936: König Georg V.
- 1937–1942: Prince George, Duke of Kent

Colonel of the Regiment waren:
- 1685–1689: Lieutenant-General George Legge, 1. Baron Dartmouth
- 1689–1692: General John Churchill, 1. Duke of Marlborough
- 1692: Field Marshal George Hamilton, 1. Earl of Orkney
- 1692–1696: Brigadier-General Edward Fitzpatrick
- 1696–1713: General Charles O’Hara, 1. Baron Tyrawley
- 1713–1739: Field Marshal James O’Hara, 2. Baron Tyrawley
- 1739–1751: Lieutenant-General William Hargrave
- 1751–1754: General John Mostyn
- 1754–1776: General Lord Robert Bertie
- 1776–1788: Lieutenant-General Richard Prescott
- 1788–1789: General Hon. William Gordon
- 1789–1801: Field Marshal Prince Edward, Duke of Kent and Strathearn
- 1801–1832: Field Marshal Sir Alured Clarke
- 1832–1854: Field Marshal Sir Edward Blakeney
- 1854–1855: General Sir George Brown
- 1855–1868: General Sir Samuel Auchmuty
- 1868–1881: General Sir Richard Airey
- 1881–1900: General Sir Richard Wilbraham
- 1900–1922: Major-General Sir Geoffrey Barton
- 1922–1924: Major-General Colin Donald
- 1924–1933: Major-General Sir Reginald Pinney
- 1933–1942: Major-General Walter Hill
- 1942: Brigadier Reginald Howlett
- 1942–1947: General Sir Reginald May
- 1947–1954: Major-General James Francis Harter
- 1954–1963: Major-General Francis David Rome
- 1963–1968: General Sir Kenneth Darling

## Einsätze und Battle Honours
Das Regiment focht mit Auszeichnung in fast allen Kriegen Großbritanniens, darunter im Amerikanischen Unabhängigkeitskrieg, in den Napoleonischen Kriegen, im Krimkrieg und in beiden Weltkriegen.
Dem Regiment wurden folgende Battle Honours verliehen (englische Originalbezeichnungen): 
- 17. bis 19. Jahrhundert: Namur 1695, Martinique 1809, Talavera, Busaco, Albuhera, Badajoz, Salamanca, Vittoria, Pyrenees, Orthes, Toulouse, Peninsula, Alma, Inkerman, Sevastopol, Kandahar 1880, Afghanistan 1879–80, Relief of Ladysmith, South Africa 1899–1902
- Erster Weltkrieg: Mons, Le Cateau, Retreat from Mons, Marne 1914, Aisne 1914, La Bassée 1914, Messines 1914 ’17, Armentières 1914, Ypres 1914 ’15 ’17 ’18, Nonne Bosschen, Gravenstafel, St. Julien, Frezenberg, Bellewaarde, Hooge 1915, Loos, Somme 1916 ’18, Albert 1916 ’18, Bazentin, Delville Wood, Pozières, Flers-Courcelette, Thiepval, Le Transloy, Ancre Heights, Ancre 1916 ’18, Arras 1917 ’18, Vimy 1917, Scarpe 1917, Arleux, Pilckem, Langemarck 1917, Menin Road, Polygon Wood, Broodseinde, Poelcappelle, Passchendaele, Cambrai 1917 ’18, St. Quentin, Bapaume 1918, Rosières, Avre, Villers Bretonneux, Lys, Estaires, Hazebrouck, Béthune, Amiens, Drocourt-Quéant, Hindenburg Line, Havrincourt, Épéhy, Canal du Nord, St. Quentin Canal, Beaurevoir, Courtrai, Selle, Sambre, France and Flanders 1914–18, Italy 1917–18, Struma, Macedonia 1915–18, Helles, Landing at Helles, Krithia, Suvla, Scimitar Hill, Gallipoli 1915–16, Egypt 1916, Megiddo, Nablus, Palestine 1918, Troitsa, Archangel 1919, Kilimanjaro, Behobeho, Nyangao, East Africa 1915–17
- Zweiter Weltkrieg: Dunkirk 1940, North-West Europe 1940, Agordat, Keren, Syria 1941, Sidi Barrani, Djebel Tebaga, Peter’s Corner, North Africa 1940 ’43, Sangro, Mozzagrogna, Caldari, Salerno, St. Lucia, Battipaglia, Teano, Monte Camino, Garigliano Crossing, Damiano, Anzio, Cassino II, Ripa Ridge, Gabbiano, Advance to Florence, Monte Scalari, Gothic Line, Coriano, Croce, Casa Fortis, Savio Bridgehead, Valli di Commacchio, Senio, Argenta Gap, Italy 1943–45, Athens, Greece 1944–45
- Nachkriegszeit: Korea 1952–53

## Namensgeber
1991 wurde ein Berg auf Südgeorgien nach dem Regiment als Fusilier Mountain benannt.